# Galaxy Zoo
Galaxy Zoo este un proiect astronomic online, ce invită membrii publicului să clasifice peste un milion de galaxii. Este un exemplu de site care cere ajutorul publicului ca să ajute la cercetări științifice.  O versiune îmbunătățită - Galaxy Zoo 2 a fost lansată pe 17 februarie 2009.

## Origine

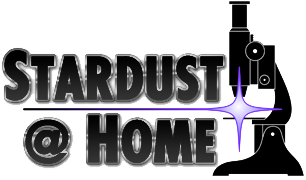

Proiectul este inspirat de Stardust@home, unde publicul a fost rugat de NASA să caute urme de impactul cu praf interstelar prin imagini obținute de la o misiune ce urmărea o cometă. Galaxy Zoo este o colaborare între Universitatea Oxford, Portsmouth, Johns Hopkins, Yale și Fingerprint Digital Media, Belfast.

## Modalități
Internauții benevoli trebuie să lucreze pe imagini luate de programul Sloan Digital Sky Survey și să decidă dacă galaxiile sunt eliptice sau spirale și să semnaleze dacă ele posedă particularități cum ar fi spirale în formă de bară sau au suferit transformări. Scopul acestui recensământ este validarea diferitelor modele galactice propuse de oamenii de știință. La 5 decembrie 2007, 85.000 de internauți au participat deja la proiect.

## Importanța voluntarilor
Programele pe calculator nu sunt în stare să clasifice galaxiile cu acuratețe. Conform unui membru al echipei, Kevin Schawinski, "creierul omului este mult mai bun decât un calculator la recunoașterea tipurilor de galaxii." Fără oameni, le-ar lua cercetătorilor ani ca să proceseze toate fotografiile, dar se estimează că chiar și 10-20.000 de persoane, care și-ar folosi timpul liber să clasifice, procesul ar putea dura doar o lună.
Nu sunt necesare cunoștințe de astronomie. În tutorialul site-ului, sunt arătate galaxii în formă  de spirală și eliptice și pot încerca să ghicească înainte de a vedea răspunsul corect.  De asemenea le sunt arătate imagini ale stelelor sau urmelor de sateliți pe care telescopul le-ar fi putut înregistra. Voluntarii sunt mai întâi testați prin câteva imagini, apoi, dacă au nimerit un anumit număr din acele galaxii, pot începe să clasifice.

## Imagini nemaivăzute

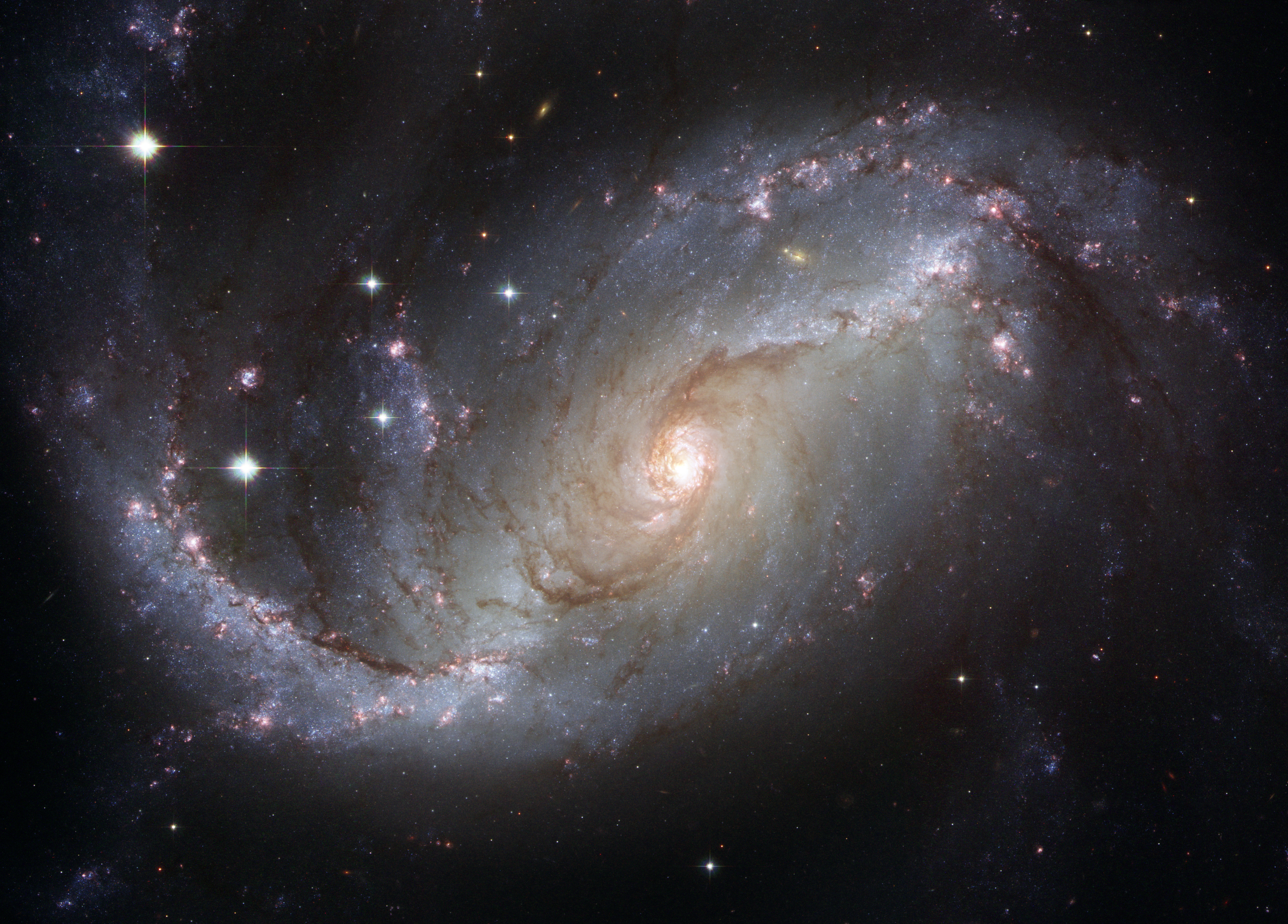
Galaxia spirală NGC 1672

Chris Lintott, un alt membru al echipei, a spus că: "Unul din avantajele utilizatorilor este că pot vedea părți ale spațiului nemaivăzute de nimeni înainte. Aceste imagini au fost luate de un telescop robotic și procesate automat, așa că, există șanse ca galaxia pe care o vezi să nu mai fi văzută de nimeni." Acest lucru a fost confirmat de Schawinski, "Majoritatea galaxiilor au fost fotografiate de un telescop robotic și procesate de calculator, așa că aceasta ar putea fi prima oară când galaxia este văzută de o persoană."

## Scopul inițial
Voluntarii Galaxy Zoo au fost întrebați dacă galaxiile din imagini sunt eliptice sau spirale și, dacă este spirală, dacă se rotesc în sensul acelor de ceasornic sau invers. Imaginile au fost fotografiate automat de Sloan Digital Sky Survey folosind o cameră digitală montată pe un telescop la Observatorul Apache Point în New Mexico, SUA. Inițiatorii speră că acest proiect va oferi informații importante despre cum sunt distribuite tipurile de galaxii, permițând oamenilor de știință să verifice dacă teoriile actuale sunt corecte.
Unele teorii cred că galaxiile spirală se pot uni și pot deveni eliptice, iar cele eliptice pot deveni spirale dacă primesc mai mult gaz sau stele. În plus, profesorul Michael Longo de la Universitatea Michigan susține că rotația galaxiilor spirale nu este aleatoare, ce ar schimba complet cosmologia  dacă ar avea dreptate. Acest lucru este bazat pe 1.660 de galaxii, un număr mult mai mare ar putea să o confirme sau să o nege.

## Progrese
Pe 2 august 2007, Galaxy Zoo a  lansat primul newsletter în care au explicat că 80.000 de voluntari au clasificat deja peste 10 milioane de imagini ale galaxiilor, atingând scopul primei faze a proiectului.  Noul scop este:
ca "fiecare galaxie să fie clasificată de 20 de utilizatori diferiți. Importanța acestui lucru este că va ajuta la acuratețea clasificărilor, necesare pentru cercetarea științifică. Pentru prima oară vom fi în stare să separăm nu doar spiralele de eliptice, ci și spiralele clare de cele mai slabe sau neregulate. Nimeni nu a mai realizat acest lucru înainte.  (Newsletter).
Ținta a fost ridicată, mai târziu, la 30.  Baza de date finală conține 34.617.406 de click-uri, realizate de 82.931 utilizatori.  S-a lucrat la raportarea înclinării, prin prezentarea imaginilor în alb-negru și / sau inversate.  Acest lucru e necesar pentru a verifica surplusul aparent al spiralelor în sens trigonometric ce era, de fapt, o iluzie a ochiului uman.

### Forumuri și Bloguri
Există și un forum activ, Galaxy Zoo, unde voluntarii postează imaginile mai interesante și le discută. Există deja câteva rezultate interesante (neoficiale).  Galaxiile cu inel sunt mai dese decât se credea. Doar două galaxii cunoscute erau cu 'trei brațe' - au trei brațe spiralate bine definite. Multe altele s-au găsit acum..  Există multe imagini ale galaxiilor care se unesc sau interacționează între ele.
Există și un 'blog științific',, un rezumat oficial a ce proiectul a realizat până acum.

### Galaxy Zoo 2
Dup câteva luni de testări în faza 'beta', proiectul a ajuns final și oferă un sistem de clasificare mult mai detaliat. Eșantionul este format din aproximativ 250,000 din cele mai strălucitoare galaxiidin Galaxy Zoo.  Galaxy Zoo 2 permite o clasificare mai minuțioasă, după forma și intensitatea centrului galaxiei și cu o secțiune specială pentru lucrurile ciudate cum ar fi fuziunile sau galaxiile cu inel. Acest eșantion conține mult mai puține imagini cu defecte optice sau pete portocalii.

## Descoperiri
Un obiect știut ca Hanny's Voorwerp, olandeză pentru obiectul lui Hanny, a fost văzut de o membră numită Hanny van Arkel și a atras mult interes din partea cercetătorilor. Această descoperire a fost numită ca imaginea zilei a NASA în data de 25 iunie 2008. Acum se crede că este o porțiune a unui nor de gaz, încălzit de jetul unei găuri negre.
Șapte documente științifice bazate pe clasificarea galaxiilor sunt completate și publicate sau în mâinile jurnaliștilor, iar multe altele vor urma. Una dintre ele are în vedere evoluția galaxiilor roșii (pe moarte) în galaxii eliptice.
Mai multe telescoape sunt folosite pentru a urmări descoperirile Galaxy Zoo, incluzând observatorul Kitt Peak din Arizona și IRAM millimeter dish din Spania.